# Malick Cisse
Malick Cisse, né le 7 juin 1994 à Dakar (Sénégal) est un footballeur sénégalais évoluant dans le club du HUS Agadir. Il joue au poste d'attaquant.

## Biographie

### En club
Malick Cisse débute le football professionnel à l'AS Génération Foot.
Le 1er août 2019, il s'engage au HUS Agadir. Le 18 novembre 2019, il atteint la finale de la Coupe du Maroc contre le Tihad AS (défaite, 2-1). Le 1er décembre 2019, il marque son premier but sous les couleurs d'Agadir lors d'un match de Coupe de la confédération conte l'Enyimba (victoire, 2-0). Le 1er mars 2020, Malick Cisse inscrit un doublé en quarts de finale de la Coupe de la confédération contre l'Al Nasr Benghazi (victoire, 2-0). Lors de la saison 2019-2020, il comptabilise en total 18 matchs en championnat marocain. Il termine la saison à la neuvième place du classement du championnat.
Le 20 octobre 2020, Malick Cisse atteint la demi finale de la Coupe de la confédération contre le RS Berkane (défaite, 2-1).

## Palmarès
| AS Génération Foot - Championnat du Sénégal (2) : - Champion : 2016-17 et 2018-19. - Vice-champion : 2017-18. |  | HUS Agadir - Coupe du Maroc : - Finaliste : 2019. |